# Birgitte Federspiel
Karen Birgitte Federspiel, född 6 september 1925 i Köpenhamn, död 2 februari 2005 i Odense, var en dansk skådespelare. Federspiel är bland annat känd för rollerna som Inger Borgen i Carl Th. Dreyers Ordet och baronessan Arendse von Rytger i tv-serien Matador.

## Filmografi i urval
- 1953 – Kärlekskarusell
- 1955 – Ordet
- 1956 – Kärlek i det blå
- 1956 – Vi som går stjernevejen
- 1959 – Charles' tante
- 1961 – Lilla grevinnan
- 1966 – Svält
- 1967 – Den röda kappan
- 1973 – Olsenbandet slår till
- 1974 – 19 röda rosor
- 1978–1979 – Matador (TV-serie)
- 1987 – Babettes gästabud
- 1997 – Taxa (TV-serie)
- 2003 – Försvarsadvokaterna (TV-serie)

## Utmärkelser
- Bodilpriset för bästa kvinnliga huvudroll, för Ordet,  1955[1]
- Bodilpriset för bästa kvinnliga huvudroll, för En främling knackar på,  1959[2]
- Henkelpriset,  1973[3]
- Riddare av Dannebrogorden,  1985[4]
- Teaterpokalen,  2001[5]

[Redigera Wikidata]